# Alex Bag
Alex Bag (* 1969 in New York City, New York) ist eine US-amerikanische Künstlerin, die das Massenmedium Fernsehen und den Kunstbetrieb vorwiegend mit Videokunst kritisch begleitet.

## Leben und Werk
Der Vater von Alex Bag arbeitete in der Werbung. Seine professionellen Produktionen schienen Alex Bag in ihrer Kindheit „genauso spannend und wichtig wie traditionelle Schöne Künste“ zu sein. Nach ihrem Abschluss als Bachelor of Fine Arts am Cooper Union College 1991, hatte Alex Bag bereits 1994 die erste Einzelausstellung in der New Yorker „303 Gallery“, die bekannte zeitgenössische Künstler vertritt. Alex Bag lehrte an der Yale University, an der Parsons School of Design, am Californian Institute of the Arts, und hat am Getty Research Institute gearbeitet.
An Arbeiten Alex Bags werden Wechselwirkungen zwischen Hoch- und Populärkultur sichtbar. Die Künstlerin analysiert zudem strukturelle Charakteristika und ökonomische Gesetzmäßigkeiten des Kunstbetriebs. Es werden unterschiedliche Bereiche der Medien- und Konsumkultur berührt, wie Soap Operas, Mode und Werbung. Oft geht es um die Fernsehkultur: „Fernsehen ist schrecklich, aber ich kann nicht aufhören, hinzusehen. Es wird so sehr erwartet, dass deine Freizeit so sein soll, dass es akzeptiert ist, die Zeit nur als Absorber und Zombie zu verbringen. Ich fühle mich gezwungen darauf zu antworten, um irgendwie als Mensch zu reagieren.“ In ihren Video-Performances, die sie dem Massenmedium Fernsehen entgegensetzt, tritt Alex Bag mit Ironie und Humor in einer Vielzahl von Rollen auf.
Obwohl Alex Bag sich wie die Pop Artisten auf Popkultur und Massenmedien bezieht, ist ihre Arbeit gesellschaftskritisch. „Pop-Art hat viele gute Seiten, aber auch schreckliche, denke ich. Die Pop-Künstler akzeptierten ihre Situation und erlaubten sich, auf die Welt um sie herum zu verweisen, sie zu betrachten, sich von ihr inspirieren zu lassen und sie zu untersuchen, um nicht im Elfenbeinturm von ihr isoliert zu sein. Aber gleichzeitig beschränkten sie sich selbst so sehr auf den Glanz der Oberflächen. Sie wiederholen populäre Bildwelten ohne wirklich etwas zu sagen, es ist frei von Politik.“

## Künstlerische Arbeiten
Im Video Untitled Fall '95 (1995) spielt Alex Bag eine fiktive Kunststudentin, die über ihr angebliches Leben und Studium an der School of Visual Arts, einer der führenden privaten Kunsthochschulen in New York City, erzählt. Wie in einem Videotagebuch spricht die Studentin Gedanken zu Leben und Kunst direkt in die Kamera. Die Abschnitte des Tagebuchs werden durch Clips zu unterschiedlichen Themen getrennt oder ergänzt. Inhaltlich spielt das Video mit der romantischen Vorstellung vom Künstler und der Desillusionierung im Kunstbetrieb.
Im Video Untitled (Project for the Andy Warhol Museum) (1996) wird die Erfahrung des Zappens und Kanalsurfens wiederholt. Die kurzen Werbeeinblendungen, Ausschnitte aus Talkshows mit TV-Prominenten, Seifenopern und Nachrichtensendungen sind von der Künstlerin selbst produziert.

## Performances
- 1995 Thread Waxing Space, New York
- 1996 The Alterknit Theatre. The Knitting Factory, New York
- 1996 "Utopian Art Festival." Hotel 17, New York
- 1996 "Circus of the Stars." Hotel 17, New York

## Einzelausstellungen
- 1994 303 Gallery, New York
- 1996 Andy Warhol Museum, Pittsburgh
- 1996 Emi Fontana Gallery, Mailand, Italien
- 1996 Marta Cervera Gallery, Madrid
- 1998 Zaal de Unie, Rotterdam
- 1999 Galerie Almine Rech, Paris
- 2000 12 Spells. American Fine Arts, Co., New York
- 2000 All You Need is Love. Laznia Center for Contemporary Art (Centrum Sztuki Współczesnej ŁAŹNIA), Danzig, Polen
- 2002 Crack Up. American Fine Arts Co., New York
- 2004 Coven Services for Consumer Mesmerism, Product Sorcery, and the Necromantic Reimagination of Consumption. Elizabeth Dee Gallery, New York
- 2009 Alex Bag. The Whitney Museum of American Art, New York[8]
- 2011 Alex Bag. Migros Museum für Gegenwartskunst, Zürich

## Ausstellungsbeteiligungen
- 1997 Up Close and Personal. Philadelphia Museum of Art, Philadelphia, PA
- 2000 Performing Bodies. Tate Gallery, London
- 2000 Elysian Fields. Centre Georges Pompidou, Paris
- 2005 Day Labor. MoMA PS1, Long Island City, NY
- 2005 BMW. The IX Baltic Triennial of International Art, Contemporary Art Centre, Vilnius, Litauen[9]
- 2005 When Humour Becomes Painful. Migros Museum für Gegenwartskunst, Zürich
- 2006 Alex Bag, Mike Kelley, Richard Hoeck & John Miller, Babylon Kino, Berlin
- 2007 Beneath the Underdog. Gagosian Gallery, New York